# Ho (kana)

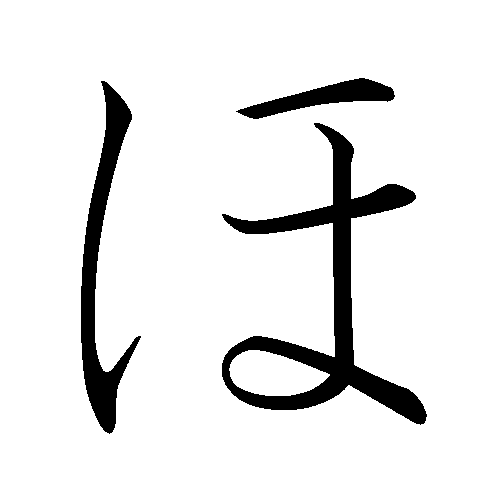
Ho w hiraganie

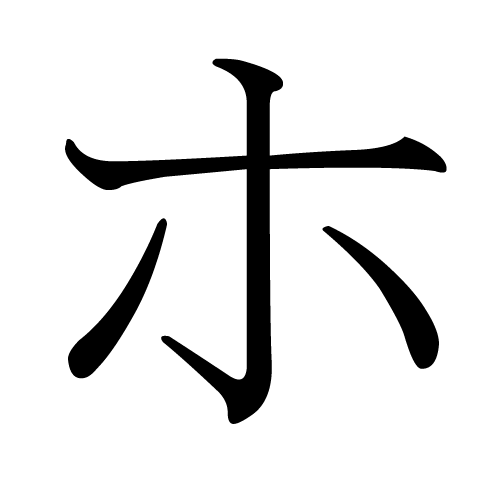
Ho w katakanie

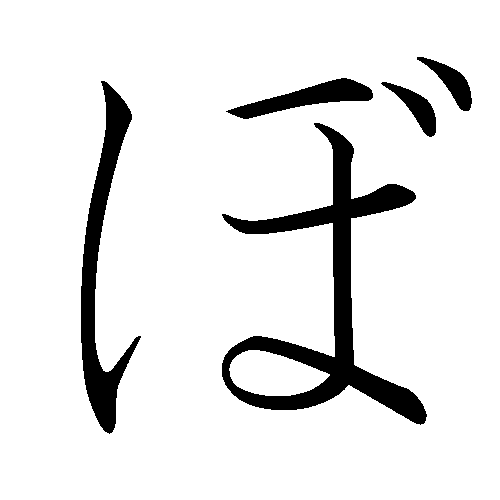
Bo w hiraganie

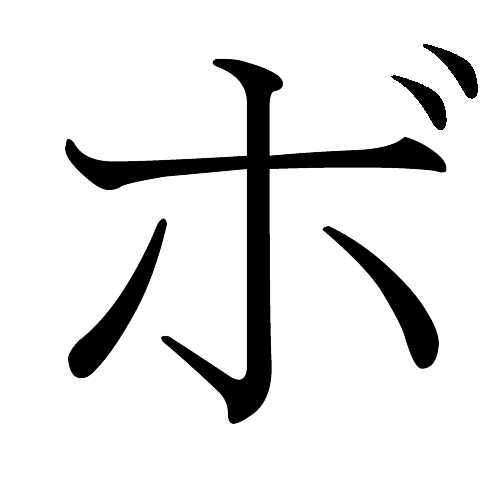
Bo w katakanie

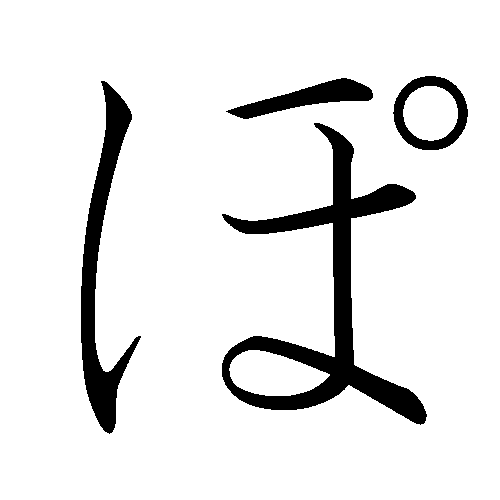
Po w hiraganie

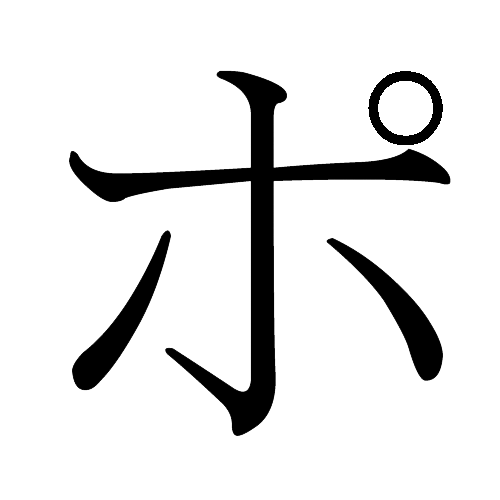
Po w katakanie

Ho – trzydziesty znak japońskich sylabariuszy hiragana (ほ) i katakana (ホ). Reprezentuje on sylabę ho. Pochodzi bezpośrednio od znaku 保 (obydwie wersje).
Podobnie jak każdy znak oznaczający sylabę z grupy H, ho może ulec udźwięcznieniu na dwa sposoby. Po dodaniu do obydwu wersji dakuten (ぼ i ボ) znak wymawia się jak bo, natomiast jeśli dopisze się do niego handakuten (ぽ i ポ), jest wymawiany jak po.